# François-André Vincent
François-André Vincent (n. 30 decembrie 1746, Paris, Regatul Franței – d. 3 august 1816, Paris, Franța) a fost un pictor francez neoclasic.

## Biografie

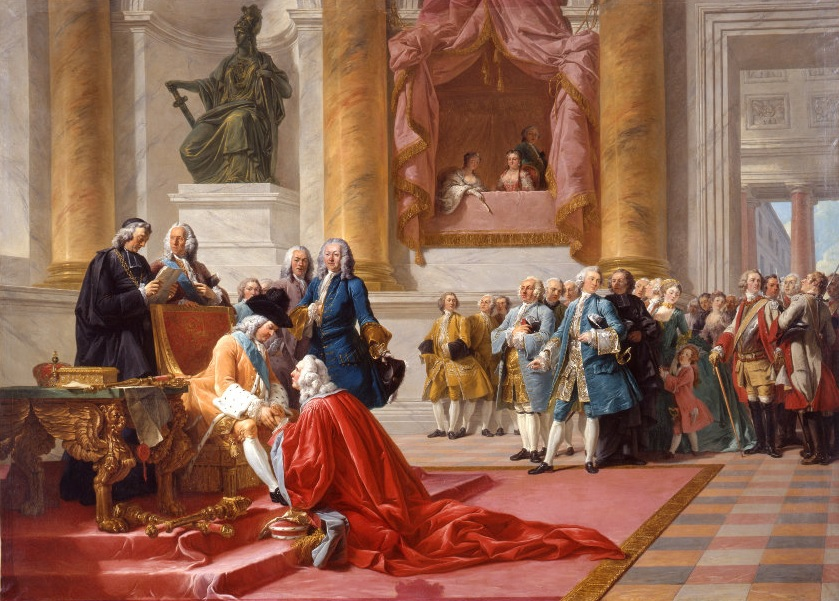
Cancelarul Antoine Chaumont de La Galaizière primește un omagiu din partea primului președinte al Curții din Lorena la Nancy la 21 martie 1737

Vincent s-a născut la Paris în 1746,  fiul miniaturistului François-Elie Vincent⁠(d). A studiat sub îndrumarea lui Joseph-Marie Vien⁠(d) și a fost elev al École Royale des Éleves Protégés. Din 1771 până în 1775 a studiat la Academia Franceză din Roma. A călătorit la Roma după ce a câștigat Prix de Rome cu Germanicus calmează revolta din tabăra sa în 1768 și a fost instalat la Palais Mancini, unde a pictat numeroase portrete, inspirate din stilul lui Jean-Honoré Fragonard, care, de asemenea, vizita Roma și Napoli în aceeași perioadă.
În 1790, Vincent a fost numit maestru de desen al lui Ludovic al XVI-lea al Franței, iar în 1792 a devenit profesor la Académie royale de peinture et de sculpture⁠(d) din Paris. În 1800, s-a căsătorit cu pictorița Adélaïde Labille-Guiard⁠(d), cunoscută pentru măiestria sa în realizarea portretelor, membră a Academiei Regale și pictoriță pentru familia regală.
A fost un lider al mișcării neoclasice și istorice în arta franceză, alături de rivalul său Jacques-Louis David, un alt elev al lui Vien. A fost influențat de arta antichității clasice, de maeștrii Înaltei Renașteri italiene, în special de Rafael. François-André Vincent a fost unul dintre principalii inovatori ai subiectelor și temelor din arta franceză în stil neoclasic, iar lucrările sale au fost de un standard înalt. A fost unul dintre membrii fondatori ai Académie des Beaux-Arts⁠(d) – parte a Institut de France} și succesoarea Académie royale – în 1795. Spre sfârșitul vieții a pictat mai puțin din cauza stării de sănătate, dar a continuat să primească onoruri oficiale.

## Lucrări

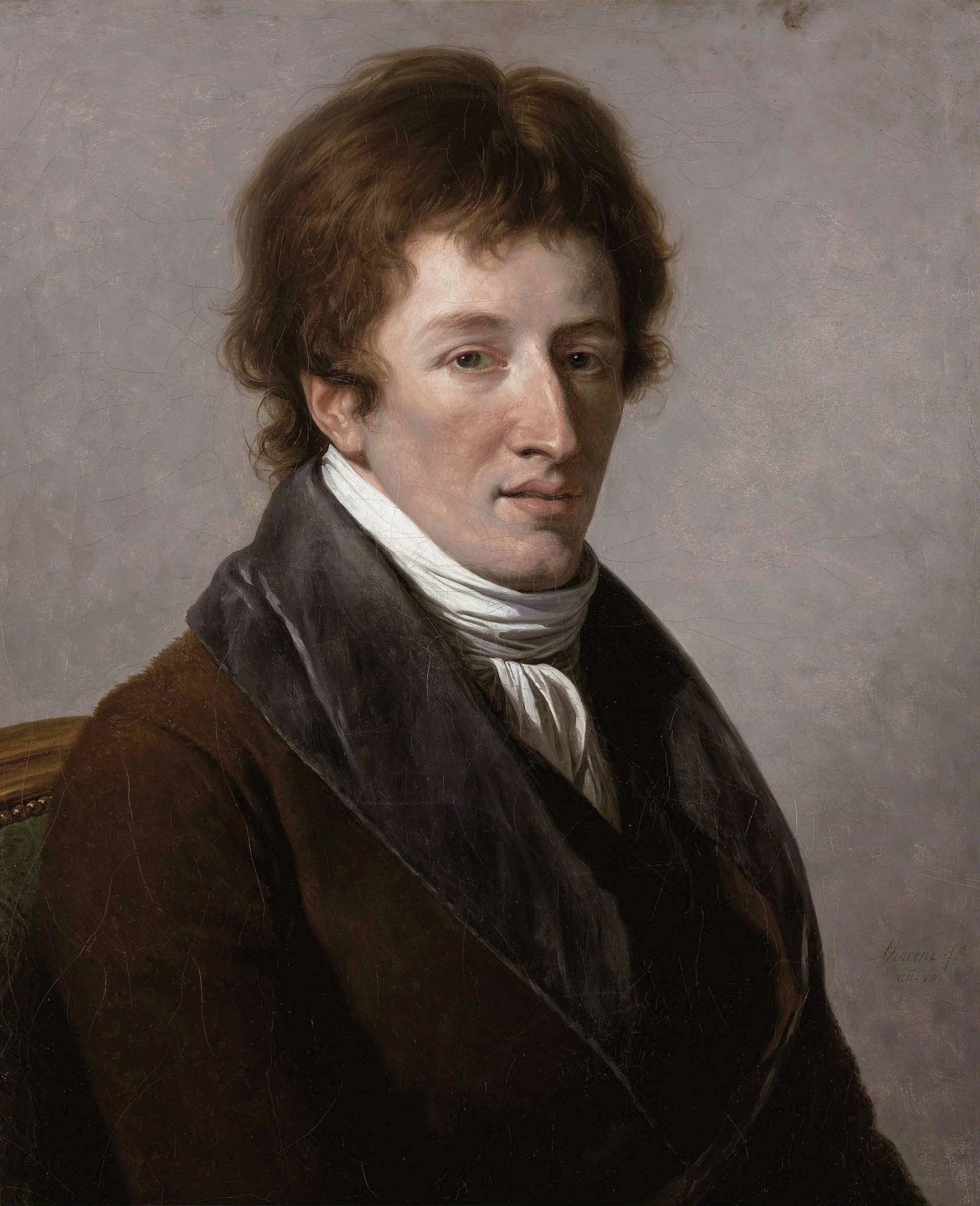
Georges Cuvier
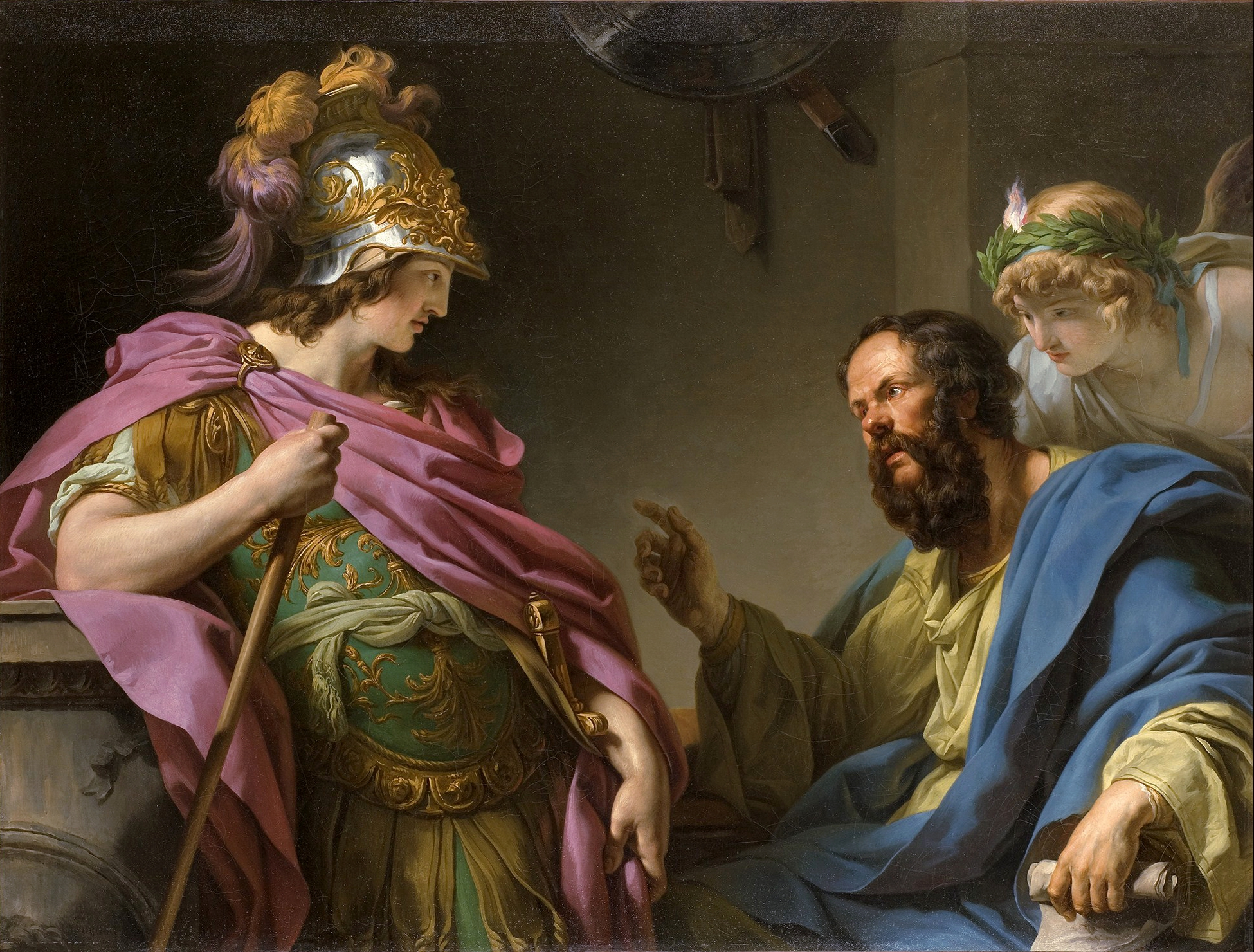
Alcibiade învățat de Socrate, de François-André Vincent
Zeuxis alegându-și modelele pentru imaginea Elenei din rândul fetelor din Croton, detaliu
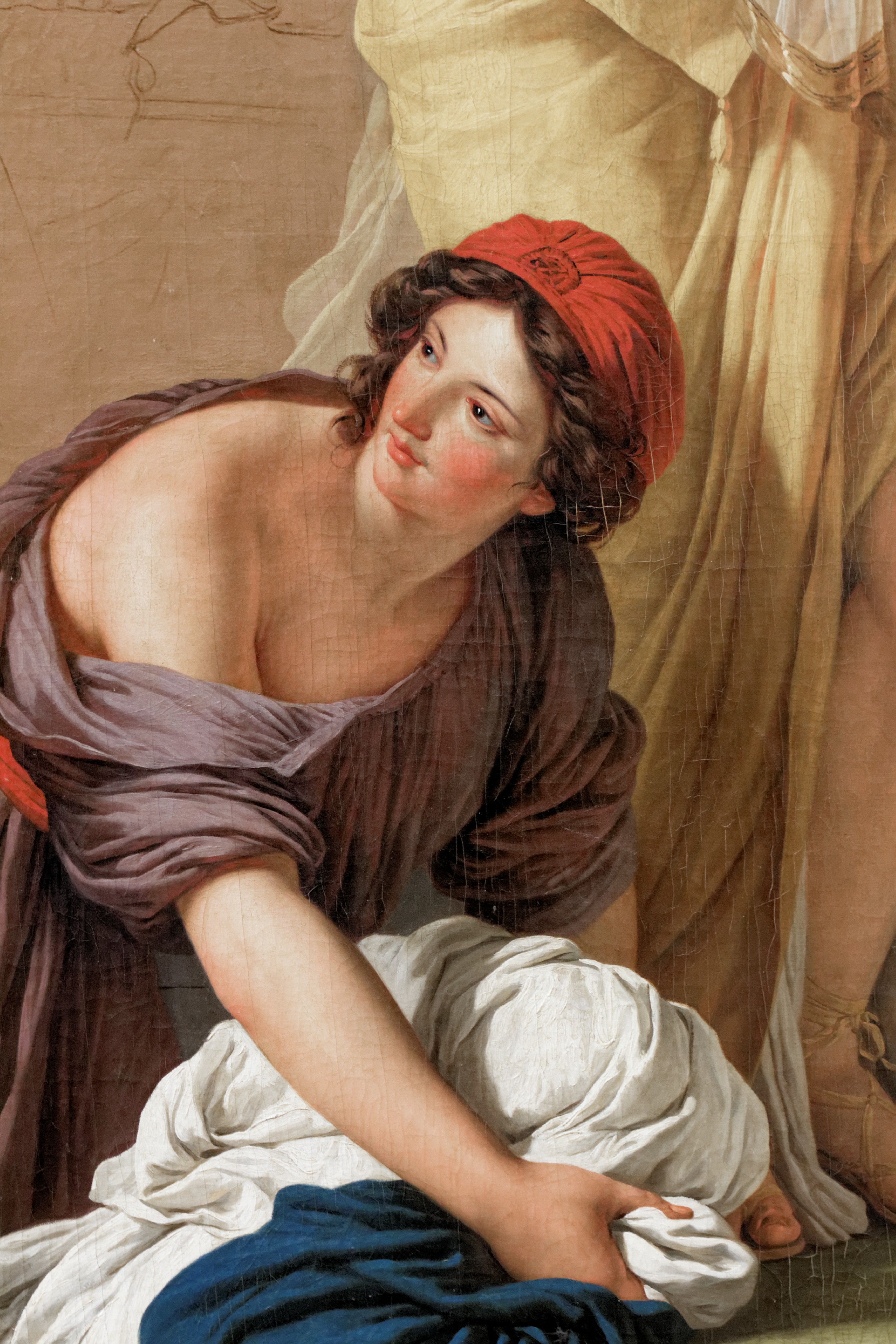
Alegerea modelelor pentru imaginea lui Helen dintre fetele din Croton, detaliu
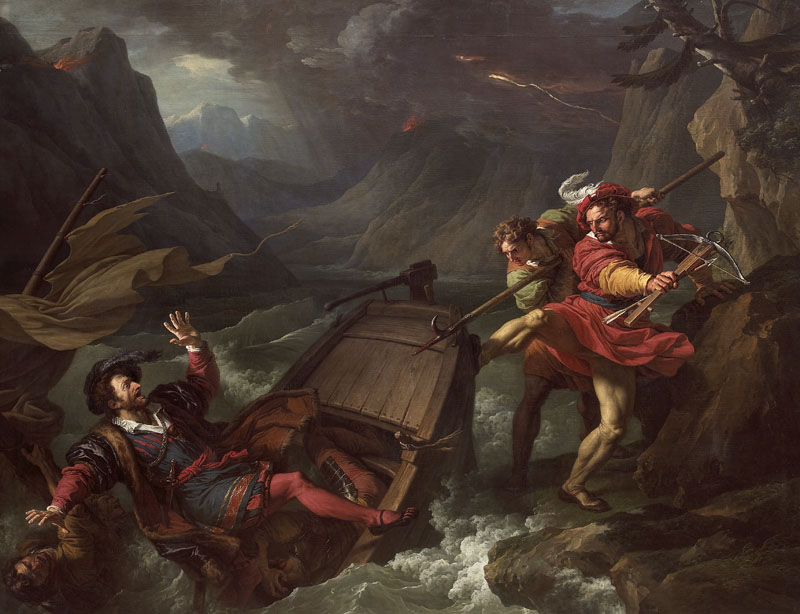
Săritura lui William Tell de pe barca răpitorilor săi la stâncile Axen
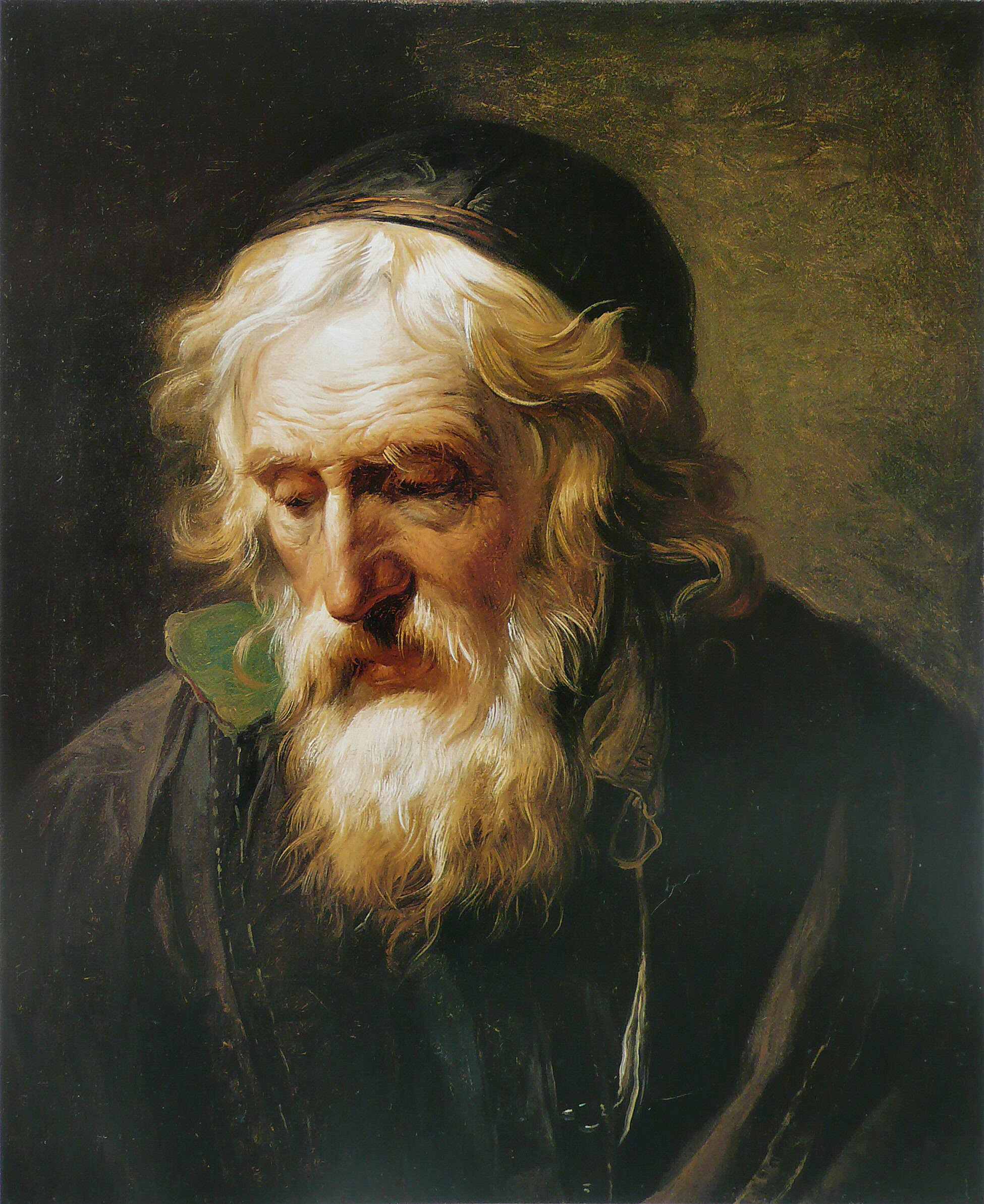
Preot grec
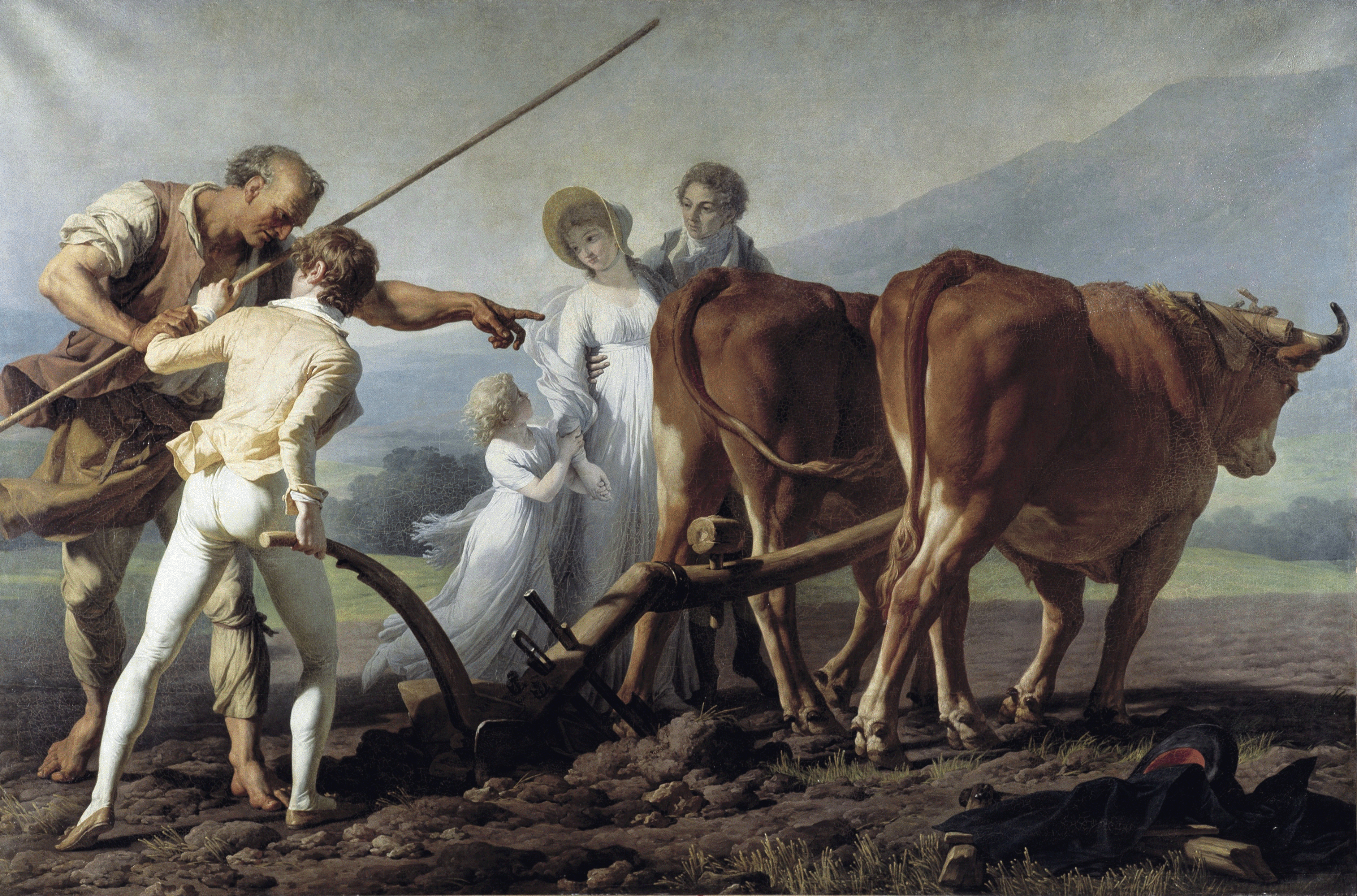
Lecția de arat
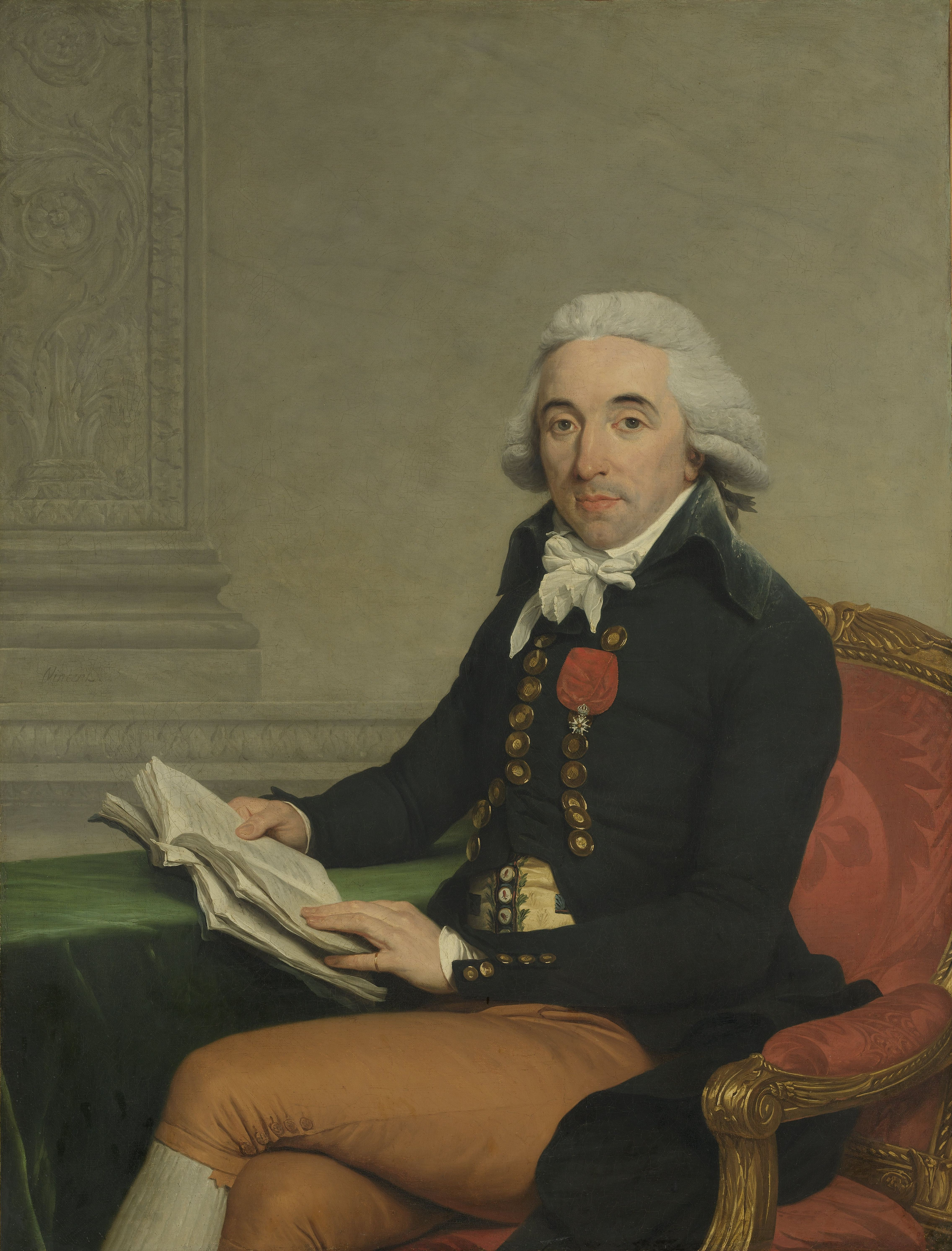
Portretul unui bărbat.
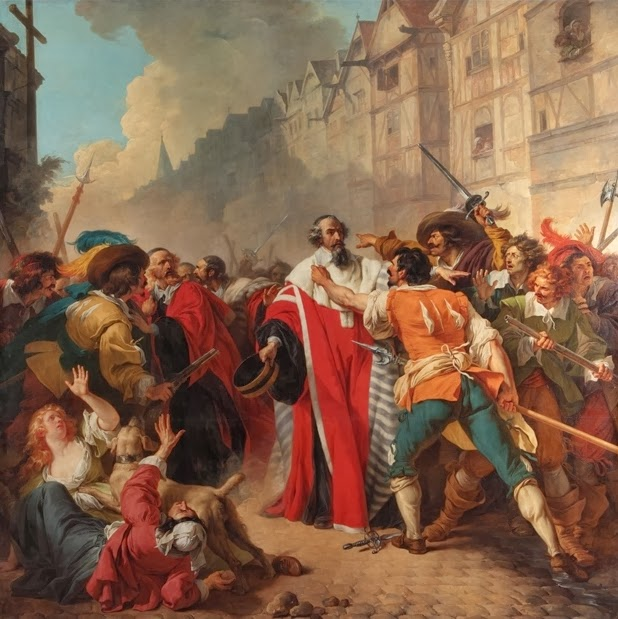
Molé et les factieux, Mathieu Molé⁠(d) (1584-1656), om de stat francez
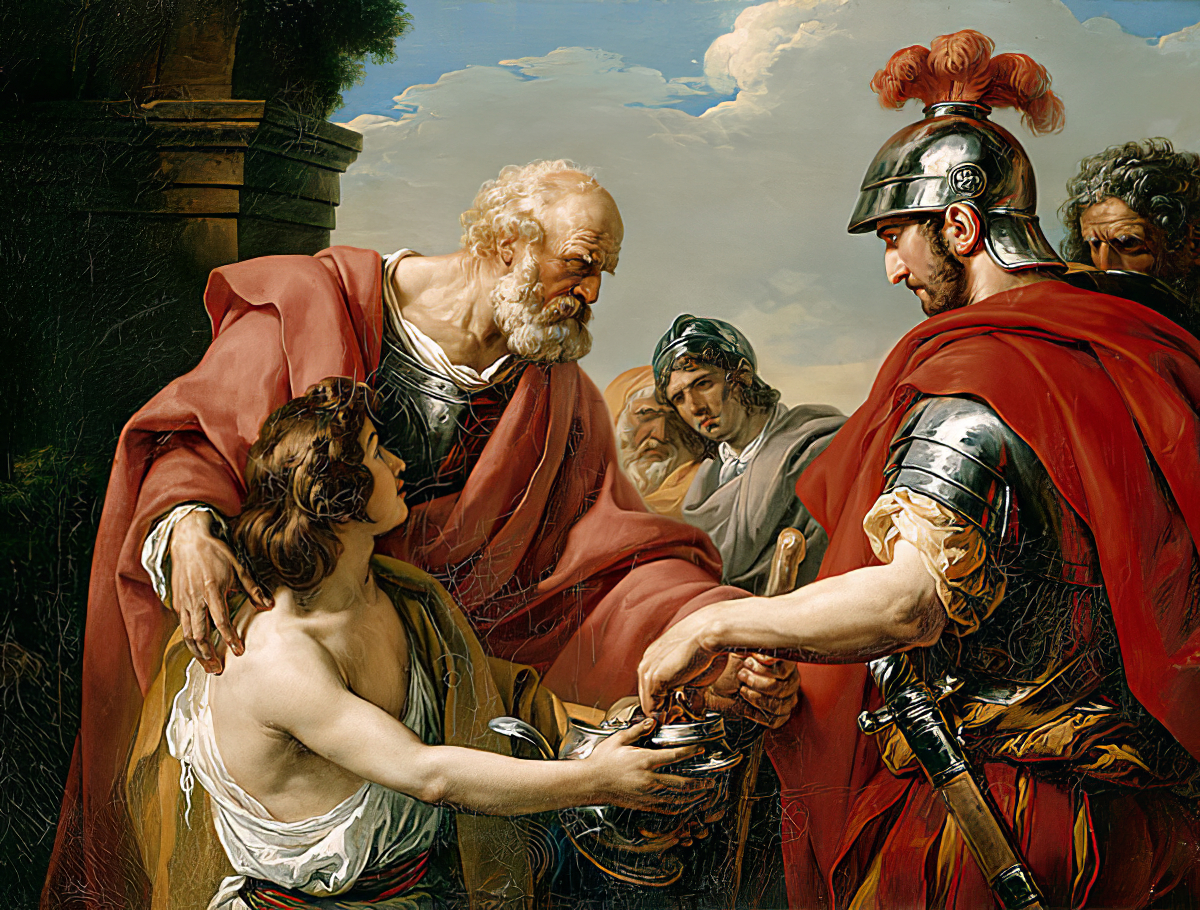
Belisarius de François-André Vincent, pictat în 1776
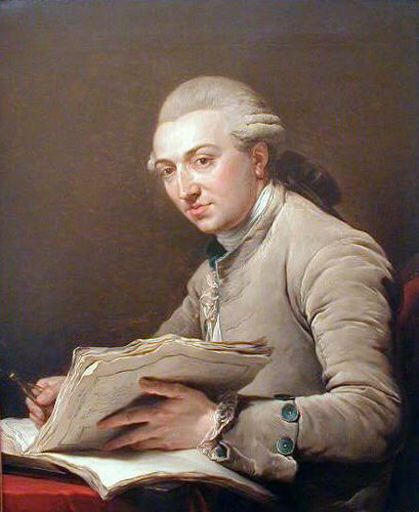
Portretul lui Pierre Rousseau
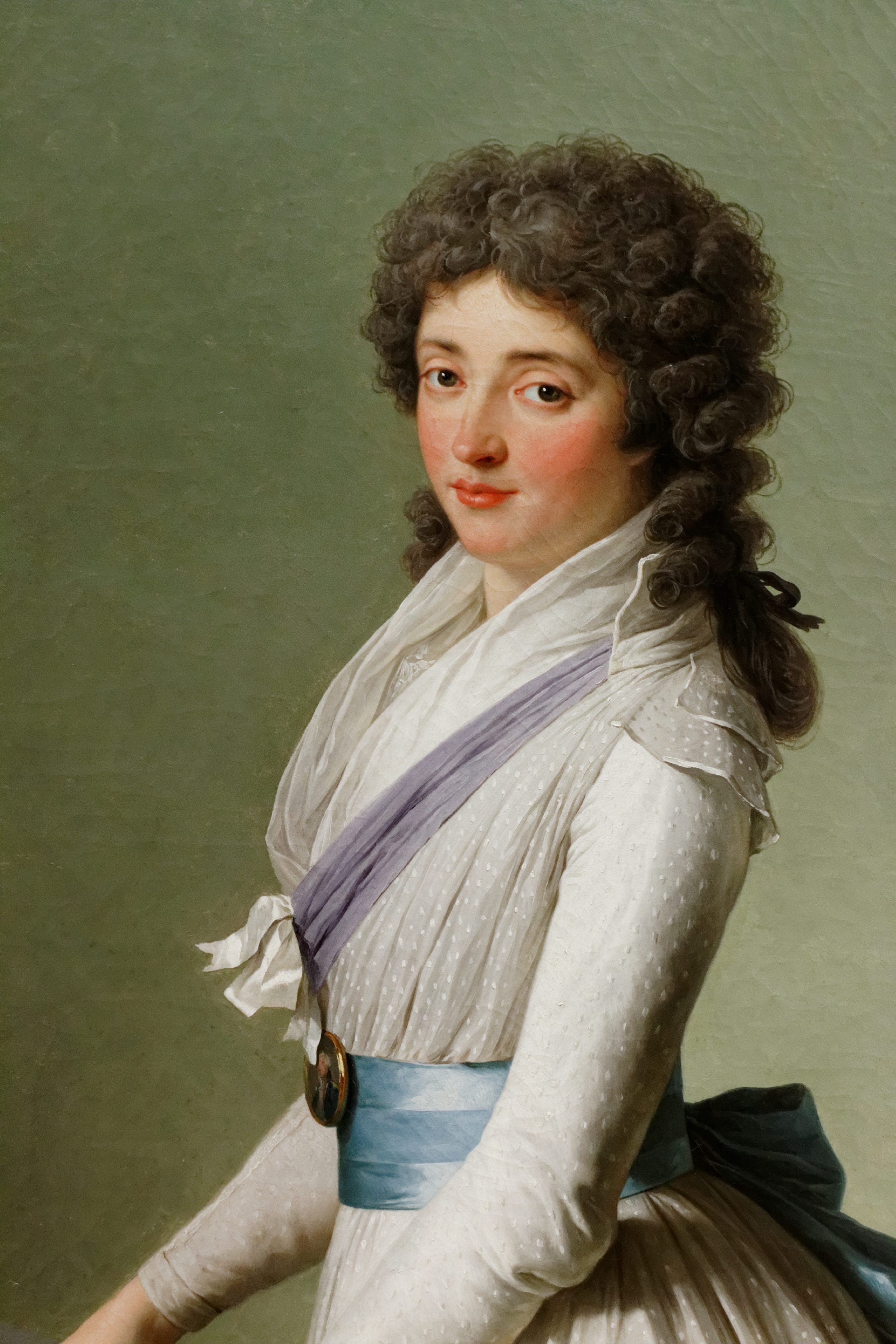
Portretul baronesei de Chalvet-Souville, născută Marie de Broutin (detaliu)